# Adolfo Clavarana
Adolfo Clavarana y Garriga (Orihuela, 9 de septiembre de 1844- Orihuela, 14 de febrero de 1905) fue un publicista católico y escritor español.

## Biografía
Nacido en una familia de la pequeña burguesía de Orihuela, se graduó como perito mercantil en 1863. Sin embargo, pese a los ruegos de su familia no quiso atender al comercio de su suegro, en cuya casa habitaba, y se dedicó a la música, la pintura, las caricaturas, la poesía y finalmente la abogacía, licenciándose en Derecho por la Universidad de Salamanca en 1874.
Según Amancio Meseguer, no tardó en ser el primer abogado de la comarca. Criado entre liberales progresistas del morrión, Adolfo Clavarana fue también liberal y él era quien manejaba el palo de la gaita fusionista, entonces constitucional, en aquel lugar dominado por el caciquismo. Sin embargo, durante su juventud había sido un ávido lector de las obras de Balmes, lo que influiría más adelante en su paso al tradicionalismo.
Desempeñó los cargos de Síndico y Secretario del Ayuntamiento, y allí hizo famoso su ingenio en unas elecciones. Pero asqueado de la política liberal, se separó de ella al subir al poder Sagasta, rechazando las ofertas que le hacían los liberales fusionistas para que hiciera carrera en la política.
En unos ejercicios espirituales dados por los padres jesuitas Hermenegildo Jacas y La Hoz, y por ministerio de este último, Clavarana resolvió ponerse plenamente y hasta las últimas consecuencias al servicio de la religión. De acuerdo con Meseguer, Adolfo Clavarana se diría a sí mismo:

De entregarme a Dios ha de ser del todo. Amarle y servirle dentro del corazón y en casa, y ayudar en la vida pública á los que en el gobierno de la nación trabajan por arrancar la fé al pueblo y extinguirla de la nación española y del mundo entero, no puede ser: guerra, pues, al liberalismo, que es el enemigo de Cristo hoy día, y á ponerme resueltamente enfrente de él.

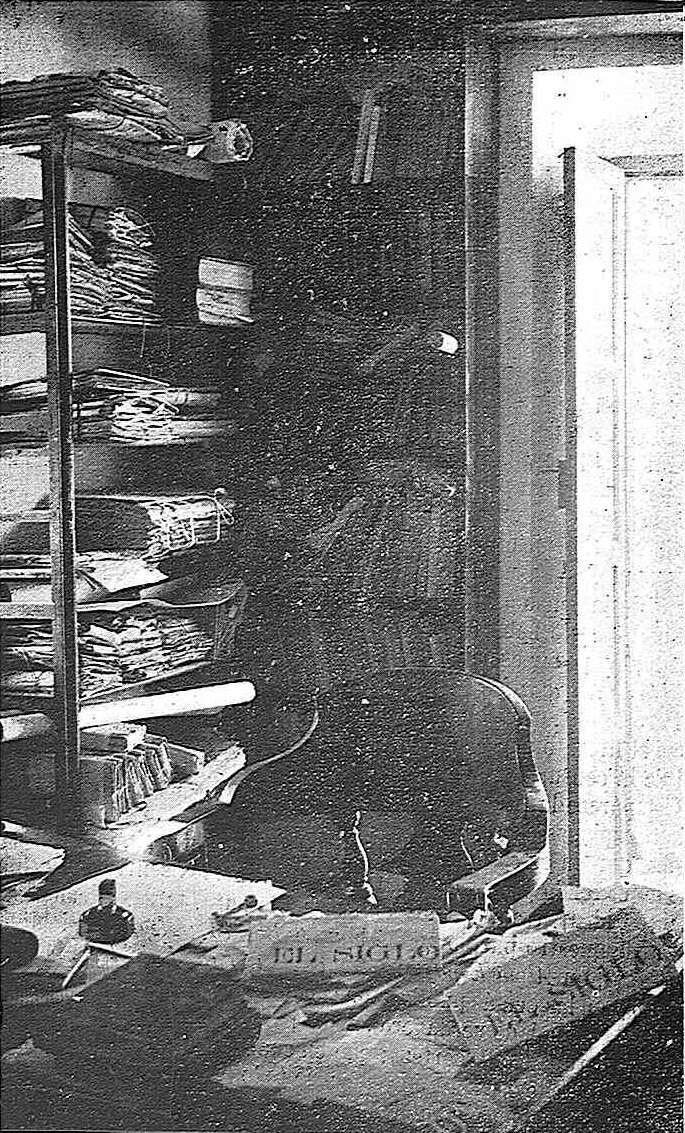
Fotografía del gabinete escritorio de Adolfo Clavarana, sobre el que pueden verse ejemplares del diario integrista El Siglo Futuro.

Compaginando la abogacía con el periodismo, fue colaborador de El Segura (1878-1879). En 1879 formó parte del primer Consejo de Administración de la Caja de Ahorros y Socorros de Orihuela como vocal.
En febrero de 1883 publicó un largo y ruidoso artículo en La Voz de Orihuela atacando a la masonería y defendiendo a la Compañía de Jesús. Ese mismo año fundaría La Lectura Popular, revista católica que le absorbió de tal modo que hubo de dejar la abogacía, oficio que por otro lado había mermado su salud puesto que le hacía vivir, según decía, «en perpetua indignación» y le ocasionaba conflictos morales.
En aquella época decidió afiliarse al carlismo, pero en 1888 se adhirió al partido integrista de Ramón Nocedal y participó en la primera asamblea de este partido, en cuyas determinaciones influyó notablemente.
Inspirado en el Kempis, Clavarana publicaba en La Lectura Popular artículos que eran a un mismo tiempo sociales, políticos, literarios, económicos, históricos, jurídicos, filosóficos y sobre todo teológicos y religiosos.
Publicó asimismo cuentos moralizantes, entre los cuales pueden destacarse La correspondencia del tío Matraca, Blas Trápala, El Maestro Cerote y La llave del cielo, así como El terno seco y La moneda del otro mundo, los cuales, según Francisco Martínez Marín, «trajeron en candelero a media España». Se trataba de un nuevo género que había creado Clavarana.
Según Meseguer, el desastre de la guerra de Cuba y Filipinas llegaría a hacerle enfermar. En sus últimos momentos solía repetir: «Las naciones que se apartan de Cristo están perdidas». A su muerte, recibió grandes elogios de personalidades católicas como Félix Sardá y Salvany, Ramón Nocedal, Manuel Senante, el Padre Isla o el Padre Vilariño, entre muchos otros.
Estuvo casado con Josefa Bofill, con quien tuvo varios hijos. Uno de ellos, Julián Clavarana Bofill, le sucedió al frente de la dirección de La Lectura Popular.

## Obras
- Lecturas populares. Colección de cuentos, artículos y diálogos de buen humor (Madrid, 1885)
- Apuntes sobre los amojonamientos de la redonda de las salinas de Torrevieja (Orihuela, 1892)